# لوفانبورگ، سوئیس
شهر لوفانبورگ  در بخش لوفانبورگ در ایالت ارگو در کشور سوئیس واقع شده‌است که ۱٬۹۰۰ نفر جمعیت دارد.

## نگارخانه

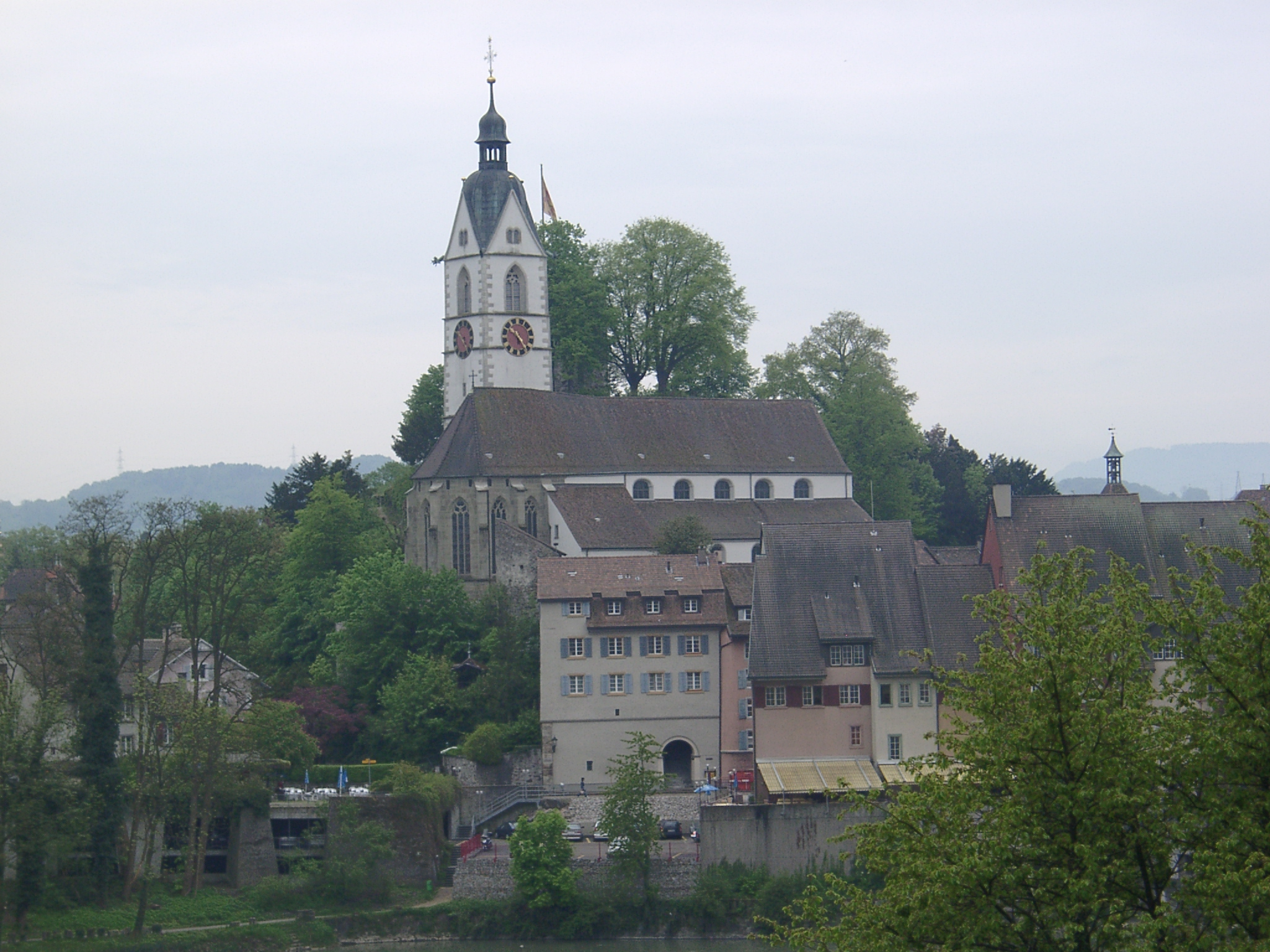
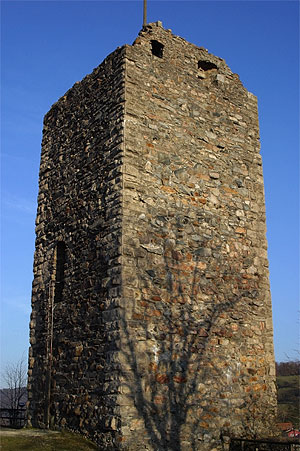